# 차이쭝하오
차이쭝하오(중국어 정체자: 蔡宗豪, 병음: Cài Zōngháo, 한자음: 채종호, 1996년 8월 6일 ~ )는 타이완의 정치인으로, 제4대 타이난시의회의원이다.